# Plinia peruviana
Plinia peruviana es una especie de planta fanerógama de la familia Myrtaceae. Es originaria de Brasil.

## Taxonomía
Plinia peruviana fue descrita por  (Poir.) Govaerts y publicado en World Checklist Myrtaceae 344. 2008.
Sinonimia
- Eugenia cauliflora Miq.
- Eugenia guapurium DC.
- Eugenia rabeniana Kiaersk.
- Guapurium fruticosum Spreng.
- Guapurium peruvianum Poir.
- Myrciaria guapurium (DC.) O.Berg
- Myrciaria peruviana (Poir.) Mattos basónimo
- Myrciaria peruviana var. trunciflora (O.Berg) Mattos
- Myrciaria trunciflora O.Berg
- Plinia trunciflora (O.Berg) Kausel[2]